# Gérard de La Marck
 (octobre 2011).
Si vous disposez d'ouvrages ou d'articles de référence ou si vous connaissez des sites web de qualité traitant du thème abordé ici, merci de compléter l'article en donnant les références utiles à sa vérifiabilité et en les liant à la section « Notes et références ».
Gérard de La Marck (1378 - 1461) gouverne le comté de La Marck entre 1430 et 1461, il n'est pas autorisé à utiliser le titre de comte de La Mark.
Gérard est le troisième fils du comte Adolphe III de La Marck et de Marguerite de Juliers.
Son père a acquis la comté de Clèves, en 1368, et donné ce titre à son fils aîné Adolphe. Son second fils, Théodore reçoit le titre de Comte de La Mark.
Lorsque Théodore meurt au combat, en 1398, son frère aîné Adolphe Ier de Clèves lui succède. L'ambitieux Gérard revendique une partie des territoires de son frère pour lui-même. En 1423, un conflit s'engage entre Adolphe et Gérard. Gérard s'allie à l'archevêque Thierry de Cologne.
La paix, entre les deux frères, est signée en 1430, confirmée en 1437. En conséquence, Gérard reçoit le gouvernement d'une grande partie du comté de La Mark, à la condition que son neveu Jean lui succède. Malgré tout, il n'est pas autorisé à prendre le titre de comte de La Marck.
Gérard est décédé en 1461, sans enfants. Après lui, le comté de La Mark et le duché de Clèves sont de nouveau réunis en la personne de Jean Ier de Clèves.